# Coelogyne rhabdobulbon
Coelogyne rhabdobulbon är en orkidéart som beskrevs av Rudolf Schlechter.
Coelogyne rhabdobulbon ingår i släktet Coelogyne och familjen orkidéer. Inga underarter finns listade i Catalogue of Life.